# Terreur à Alcatraz
Terreur à Alcatraz (Slaughterhouse Rock en anglais) est un film d'horreur américain de série B, réalisé par Dimitri Logothetis et sorti en 1988. Son acteur principal est Toni Basil. La bande originale comprend des titres new wave du groupe Devo. L'action se déroule dans la prison d'Alcatraz.

## Distribution
- Toni Basil : Sammy Mitchell
- Nicholas Celozzi : Alex Gardner
- Tom Reilly : Richard Gardner
- Donna Denton : Carolyn Harding
- Hope Marie Carlton : Krista Halpern
- Tammy Hyler (créditée Tamara Hyler) : Jan Squire
- Steven Brian Smith : Jack
- Ty Miller : Marty
- Al Fleming : le commandant / un monstre
- Michael J. Scherlis : guide touristique
- Danny Somrack : garde mort
- Lenka Novak : la femme du commandant
- Julie Rohde-Brown (créditée Julie Rhodes) : la femme du commandant